# Cigognola

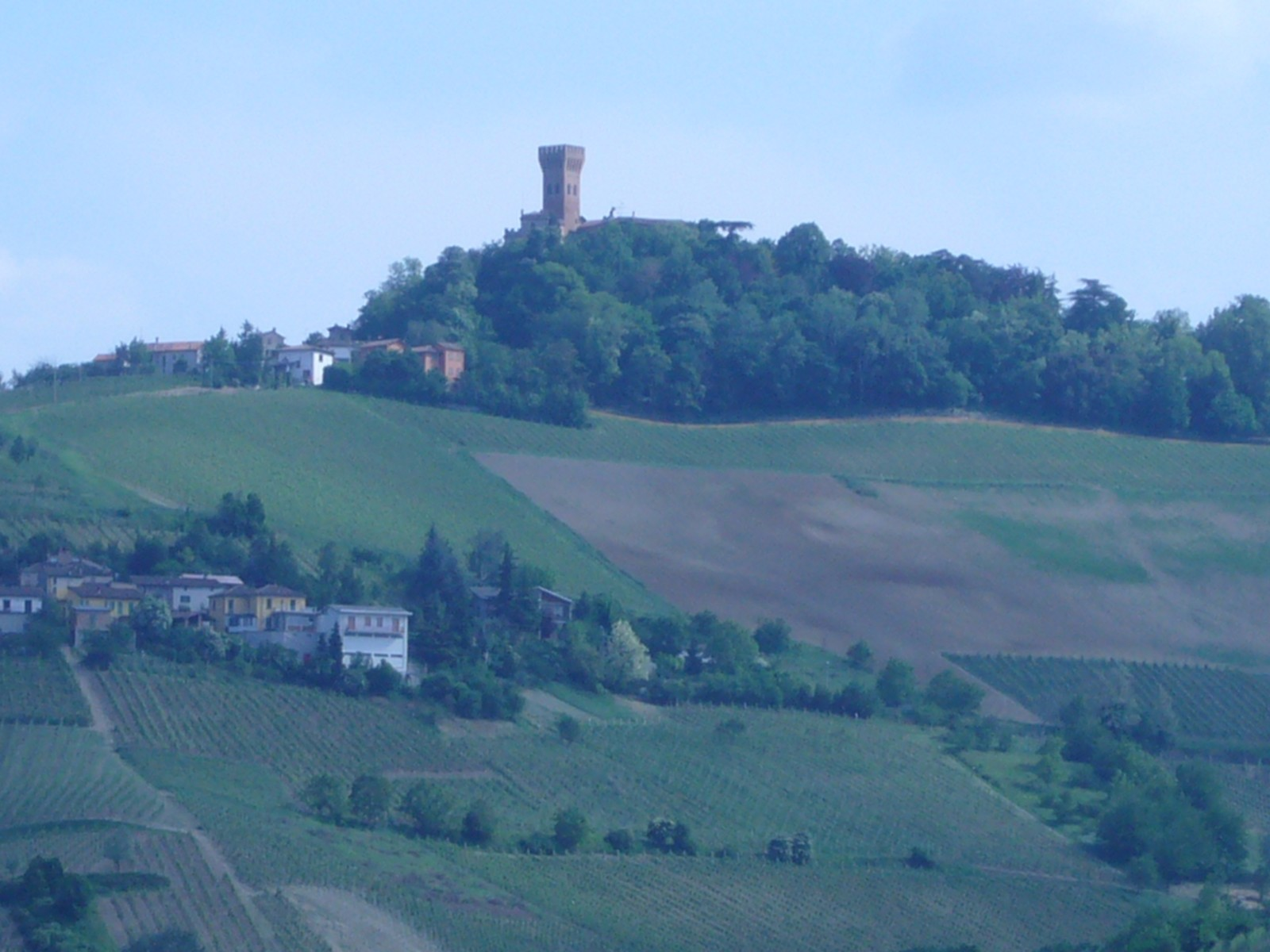
Die Burg von Cigognola

Cigognola ist eine norditalienische Gemeinde (comune) mit 1294 Einwohnern (Stand 31. Dezember 2023) in der Provinz Pavia in der Lombardei. Die Gemeinde liegt etwa 15 Kilometer südsüdöstlich von Pavia in der Oltrepò Pavese.

## Geschichte
Die Ortschaft wurde erstmals 1164 in einem Dokument erwähnt.

## Verkehr
Am nördlichen Rand der Gemeinde führt die frühere Strada Statale 10 Padana Inferiore (heute eine Provinzstraße) von Turin nach Monselice.